# Jean de Geoffroy d'Antrechaus
Pour les articles homonymes, voir Geoffroy.
Jean de Geoffroy d'Antrechaux fut un administrateur toulonnais.

## Biographie
Jean de Geoffroy d'Antrechaux est le fils de Jacques Geoffroy d'Antrechaux (conseiller du roi) et de Madeleine Dasque.
Commissaire de la marine, il fut premier consul de Toulon pendant la terrible épidémie de peste de 1720-1721 qui, partie de Marseille, causa la mort de plus de 16 000 des 26 276 habitants que comptait Toulon en 1720. Il y perdit 9 membres de sa famille dont sa mère, sa grand-mère et deux de ses frères. Son dévouement durant cette période est demeuré légendaire et lui valut 1 000 livres de pension sur le trésor royal en 1723.
Il fut fait chevalier de Saint Michel en 1723. À nouveau premier consul de Toulon de 1729 à 1730, deuxième consul en 1740, premier consul en 1741, troisième consul en 1746, deuxième consul en 1747, premier consul en 1748-1749, troisième consul en 1754-1755, il fut ensuite, une fois retiré, viguier de Toulon pendant plus de deux ans.

## Descendance
Il épouse Claire, marquise de Gérin puis Anne Paule de Grimaudet de Motheux, l'une des filles du capitaine de vaisseau Louis Vincent Grimaudet de Motheux (lui aussi mort de la peste en 1721). Il est le père de Louis Toussaint Geoffroy d'Antrechaux, officier de marine et premier consul de Toulon, et le grand-père de Jean-Joseph Geoffroy d'Antrechaux.

## Hommage posthume
Une rue de Toulon porte son nom ainsi qu'une place de la ville de Lorgues.